# Martine Ohr
Martine Ohr (ur. 11 czerwca 1964) – holenderska hokeistka na trawie. Dwukrotna medalistka olimpijska.
Brała udział w trzech igrzyskach (IO 84, IO 88, IO 92), dwa razy zdobywając medale: złoto w 1984 i brąz cztery lata później. Z kadrą brała udział m.in. w mistrzostwach świata w 1983 i 1986 (tytuły mistrzowskie) oraz kilku turniejach Champions Trophy i mistrzostw Europy (tytuł mistrzowski w 1984). W reprezentacji Holandii rozegrała 109 spotkań (19 trafień).